# Luigi Batzella
Luigi Batzella (San Sperate, 27 de maig de 1924 - 18 de novembre de 2008) va ser un director de cinema, escriptor i exagent que va utilitzar nombrosos pseudònims. Alguns d'ells van ser Paolo Solvay, AM Frank, Gigi Batzella, Paul Hamus, Dean Jones, Paul Selway i altres.

## Carrera
Encara que les seves pel·lícules van ser generalment ineptes, Batzella va fer el treball amb un nombre establert d'actors de l'època com Richard Harrison, Gordon Mitchell, Brad Harris, Rita Calderoni i Mark Damon. Existeix una certa informació contradictòria sobre si el seu veritable nom era Paolo Solvay o Luigi Batzella. Segons la IMDb és Batzella, d'acord amb Gordon Mitchell i Richard Harrison, és Solvay.
Batzella va ser essencialment una persona polifacètica, que treballava en una varietat de gèneres, la direcció de Spaghetti western (1971), pel·lícules de guerra (Quando suona la campana, 1970), l'horror eròtic (Nuda per Satana, 1974), i la majoria d'infàmia, políticament molt incorrecta nazisploitation (Kaput Lager - Gli ultimi giorni delle SS, 1977, i La bestia in calore, 1977). Es va fer famós per treballar amb pressupostos molt baixos, utilitzant imatges de fons i reciclant escenes d'una pel·lícula a una altra. Tant Kaput Lager - Gli ultimi giorni delle SS com La bestia in calore incloïen escenes reciclades de Quando suona la campana.
La carrera de director de Batzella va tenir el seu apogeu des dels 60 a la fi dels anys 70's, després la qual cosa sembla que s'havia retirat del rodo de pel·lícules. Avui dia, és recordat principalment per l'explotació de pel·lícules nazis i ser una versió italiana d'Ed Wood. A pesar que moltes de les seves pel·lícules són mal vistes, alguns creuen que posseeixen una espècie d'enginyós encant.

## Filmografia

### Director
- Tre franchi di pietà (1966)
- Agguato sul Bosforo (1969) (com Paul Hamus)
- Quando suona la campana (1970) (com Paolo Solvay)
- Anche per Django le carogne hanno un prezzo (1971) (com Paolo Solvay)
- Quelle sporche anime dannate (1971) (com Paolo Solvay)
- Confessioni segrete di un convento di clausura (1972) (com Paolo Solvay)
- La colt era il suo Dio (1972) (com Dean Jones)
- Il plenilunio delle vergini (1973) (com Paolo Solvay)
- Lo strano ricatto di una ragazza per bene (1974) (com Paolo Solvay)
- Nuda per Satana (1974) (com Paolo Solvay)
- Kaput Lager - Gli ultimi giorni delle SS, (1977) (com Ivan Kathansky)
- La bestia in calore (1977) (com Ivan Kathansky)
- Proibito erotico (1978) (com Paul Selvin)
- Strategia per una missione di morte (1979) (com Ivan Kathansky)
- Challenge of the Tiger (1980) (no acreditat)

### Actor
- Non è mai troppo tardi, de Filippo Walter Ratti (1953)
- Le fatiche di Ercole, de Pietro Francisci (1958)
- La grande vallata, d'Angelo Dorigo (1961)
- Capitani di ventura, d'Angelo Dorigo (1961)
- La strage dei vampiri, de Roberto Mauri (1962)
- Il segno del vendicatore, de Roberto Mauri (1962)
- Lo sparviero dei Caraibi, de Piero Regnoli (1962)
- Il pirata del diavolo, de Roberto Mauri (1963)
- Zorikan lo sterminatore, de Roberto Mauri (1964)
- Jim il primo, de Sergio Bergonzelli (1964)
- Una sporca faccenda, de Roberto Mauri (1964)
- Die flußpiraten vom Mississippi, de Jürgen Roland (1964)
- Cadavere a spasso, de Marco Masi (1965)
- Colorado Charlie, de Roberto Mauri (1965)
- Per una manciata d'oro, de Carlo Veo (1965)
- Le notti della violenza, de Roberto Mauri (1965)
- A Man Could Get Killed, de Ronald Neame i Cliff Owen (1966)
- È mezzanotte... butta giù il cadavere, de Guido Zurli (1966)
- Assassino senza volto, d'Angelo Dorigo (1968)
- Agguato sul Bosforo, de Luigi Batzella (1969)
- La sanguisuga conduce la danza, de Alfredo Rizzo (1975)

### Muntador
- Un marito in condominio, de Angelo Dorigo (1963)
- Allegri becchini... arriva Trinità, de Ferdinando Merighi (1973)